# Нородом Нариндрапонг
Нородом Нариндрапонг (кхмер. នរោត្តម នរិន្រ្ទពង្ស; 18 сентября 1954 — 7 октября 2003) — принц Камбоджи из династии Нородом.

## Биография
Он родился в Пномпене 18 сентября 1954 года, его родителями были король Нородом Сианук и королева Нородом Монинеат Сианук. Его брат, Нородом Сиамони, является действующим королём Камбоджи.
Принц учился в Московском государственном университете имени Ломоносова, где получил степень магистра по экономике. Он свободно говорил на французском и русском языках. В 1979 году после падения режима Красных кхмеров принц переехал в Китай, а оттуда — во Францию, и больше на родину не возвращался. С семьёй был в конфликте, общался лишь с матерью по телефону. Симпатизировал коммунистическому режиму и, хотя и был в числе претендентов на трон, выступал за отмену монархии.
Принц Нариндрапонг умер 7 октября 2003 года в отельном номере в Париже от сердечного приступа в возрасте 49 лет. Он был женат и имел двух дочерей-принцесс: Нородом Симонарин (1984 г. р.) и Нородом Мониноук (1987 г. р.).